# Tempo de coordenada
Na teoria da relatividade, é conveniente expressar os resultados em termos de um sistema de coordenadas do espaço-tempo relativo a um observador [en] implícito. Em muitos (mas não todos) sistemas de coordenadas, um evento é especificado por uma coordenada de tempo e três coordenadas espaciais. O tempo especificado pela coordenada de tempo é referido como tempo de coordenada para distingui-lo do tempo próprio.
No caso especial de um observador inercial na relatividade especial, por convenção, o tempo de coordenada em um evento é o mesmo que o tempo próprio medido por um relógio que está no mesmo local do evento, que é estacionário em relação ao observador e que foi sincronizado com o relógio do observador usando a convenção de sincronização de Einstein.

## Tempo de coordenada, tempo próprio, e sincronização de relógio
Uma explicação mais completa do conceito de tempo de coordenada surge de suas relações com o tempo próprio e com a sincronização de relógio. A sincronização, juntamente com o conceito relacionado de simultaneidade, deve receber uma definição cuidadosa na estrutura da teoria da relatividade geral, porque muitas das suposições inerentes à mecânica clássica e às explicações clássicas do espaço e do tempo tiveram que ser removidas. Procedimentos de sincronização de relógio específicos foram definidos por Einstein e dão origem a um conceito limitado de simultaneidade.
Dois eventos são chamados de simultâneos em um quadro de referência (referencial) escolhido se, e somente se, a coordenada de tempo escolhida tiver o mesmo valor para ambos; e essa condição permite a possibilidade física e a probabilidade de que eles não sejam simultâneos do ponto de vista de outro quadro de referência (referencial).
Mas fora da relatividade especial, o tempo de coordenada não é um tempo que possa ser medido por um relógio localizado no local que nominalmente define o quadro de referência (referencial). Por exemplo, um relógio localizado no baricentro do sistema solar não mediria o tempo de coordenada do quadro de referência (referencial) baricêntrico e um relógio localizado no geocentro não mediria o tempo de coordenada de um quadro de referência (referencial) geocêntrico.

## Matemática
Para observadores que não são inerciais, e na relatividade geral, os sistemas de coordenadas podem ser escolhidos mais livremente. Para um relógio cujas coordenadas espaciais são constantes, a relação entre o tempo próprio τ (em grego minúsculo tau) e o tempo de coordenada t, ou seja, a taxa de dilatação do tempo, é dada por

| {\displaystyle {\frac {d\tau }{dt}}={\sqrt {-g_{00}}}} | \| \| \| \| \| \| \| \| | (1) |
|                                                        |                         |     |
|                                                        |                         |     |
onde g00 é uma componente do tensor métrico, que incorpora a dilatação gravitacional do tempo (sob a convenção de que a componente zero é semelhante ao tempo [en]).
Uma formulação alternativa, correta para a ordem dos termos em 1/c2, dá a relação entre tempo próprio e de coordenada em termos de quantidades mais facilmente reconhecíveis na dinâmica:

| {\displaystyle {\frac {d\tau }{dt}}=1-{\frac {U}{c^{2}}}-{\frac {v^{2}}{2c^{2}}}} | \| \| \| \| \| \| \| \| | (2) |
|                                                                                   |                         |     |
|                                                                                   |                         |     |
no qual:
{\displaystyle U=\sum _{i}{\frac {GM_{i}}{r_{i}}}}
é uma soma de potenciais gravitacionais [en] devido às massas na vizinhança, com base em suas distâncias ri do relógio. Esta soma dos termos GMi/ri é avaliada aproximadamente, como uma soma de potenciais gravitacionais newtonianos [en] (mais quaisquer potenciais de maré considerados), e é representada usando a convenção de sinais astronômicos positivos para potenciais gravitacionais.
Também c é a velocidade da luz e v é a velocidade do relógio (nas coordenadas do quadro de referência (referencial) escolhido) definido por:

| {\displaystyle v^{2}=(dx^{2}+dy^{2}+dz^{2})/(dt_{c})^{2}} | \| \| \| \| \| \| \| \| | (3) |
|                                                           |                         |     |
|                                                           |                         |     |
onde dx, dy, dz e dtc são pequenos incrementos [en] em três coordenadas espaciais [en] ortogonais x, y, z e na coordenada de tempo tc da posição do relógio no quadro de referência (referencial) escolhido.
A equação (2) é uma equação diferencial fundamental e muito citada para a relação entre o tempo próprio e o tempo de coordenada, ou seja, para a dilatação do tempo. Uma derivação, a partir da métrica de Schwarzschild, com outras fontes de referência, é dada em Dilatação do tempo § Efeito combinado de dilatação de tempo gravitacional e de velocidade [en].

## Medição
Os tempos de coordenadas não podem ser medidos, mas apenas calculados a partir das leituras (tempo próprio) de relógios reais com o auxílio da relação de dilatação do tempo mostrada na equação (2) (ou alguma forma alternativa ou refinada dela).
Apenas para fins explicativos é possível conceber um observador hipotético e uma trajetória na qual o tempo próprio do relógio coincidiria com o tempo de coordenada: tal observador e relógio devem ser concebidos em repouso em relação ao quadro de referência (referencial) escolhido (v = 0 em (2) acima), mas também (em uma situação hipotética inatingível) infinitamente distante de suas massas gravitacionais (também U = 0 em (2) acima). Mesmo tal ilustração é de uso limitado porque o tempo de coordenada é definido em todo o quadro de referência (referencial), enquanto o observador hipotético e o relógio escolhido para ilustrá-lo têm apenas uma escolha limitada de trajetória.

## Escalas do tempo de coordenada
Uma escala de tempo de coordenada (ou padrão de tempo de coordenada) é um padrão de tempo [en] projetado para uso como coordenada de tempo em cálculos que precisam levar em conta os efeitos relativísticos. A escolha de uma coordenada de tempo implica a escolha de todo um quadro de referência (referencial).
Conforme descrito acima, uma coordenada de tempo pode, até certo ponto, ser ilustrada pelo tempo próprio de um relógio que está teoricamente infinitamente distante dos objetos de interesse e em repouso em relação ao quadro de referência (referencial) escolhido. Este relógio nocional, por estar fora de todos os poços de gravidade, não é influenciado pela dilatação gravitacional do tempo. O tempo próprio de objetos dentro de um poço de gravidade passará mais lentamente do que o tempo de coordenada, mesmo quando eles estiverem em repouso em relação ao quadro de referência (referencial) de coordenada. A dilatação do tempo gravitacional e do movimento deve ser considerada para cada objeto de interesse, e os efeitos são funções da velocidade relativa ao quadro de referência (referencial) e a partir do potencial gravitacional [en] conforme indicado em (2).
Existem quatro escalas de tempo de coordenada projetadas para fins específicos definidas pela União astronômica internacional (U.A.I.) para uso em astronomia. O Tempo de coordenada baricêntrico (T.C.B.) [en] é baseado em um quadro de referência que se move com o baricentro [en] do Sistema Solar e foi definido para uso no cálculo do movimento de corpos dentro do Sistema Solar. No entanto, do ponto de vista dos observadores baseados na Terra, a dilatação geral do tempo, incluindo a dilatação do tempo gravitacional, faz com que o tempo de coordenada baricêntrico, que é baseado no segundo do S.I., apareça quando observado da Terra para ter unidades de tempo que passam mais rapidamente do que os segundos medidos no S.I. por um relógio baseado na Terra, com uma taxa de divergência de cerca de 0,5 segundos por ano. Consequentemente, para muitos propósitos astronômicos práticos, uma modificação na escala do tempo de coordenada baricêntrico (T.C.B.) foi definida, chamada por razões históricas tempo dinâmico baricêntrico (T.D.B.) [en], com uma unidade de tempo que avalia para segundos do S.I. quando observada da superfície da Terra, garantindo assim que, pelo menos para vários milênios o tempo dinâmico baricêntrico (T.D.B.) permanecerá dentro de 2 milissegundos do tempo terrestre (T.T.) [en], embora a unidade de tempo do tempo dinâmico baricêntrico (T.D.B.), se medida pelo observador hipotético descrito acima, em repouso no quadro de referência (referencial) e em distância infinita, ser ligeiramente mais lenta que o segundo do S.I. (por 1 parte em 1/LB = 1 parte em 108/1,550519768).
O tempo de coordenada geocêntrico (T.C.G.) [en] é baseado em um quadro de referência (referencial) que se move com o geocentro (o centro da Terra) e é definido, em princípio, para uso em cálculos relativos a fenômenos na ou na região da Terra, como movimentos de rotação planetária e de satélites. Em uma extensão muito menor do que com o tempo de coordenada geocêntrico (T.C.G.), em comparação com o tempo dinâmico baricêntrico (T.D.B.), mas por uma razão correspondente, o segundo do sistema internacional (S.I.) do tempo de coordenada geocêntrico (T.C.G.), quando observado da superfície da Terra, mostra uma ligeira aceleração nos segundos do sistema internacional (S.I.)  realizados pelos relógios baseados na superfície da Terra. Consequentemente, o tempo terrestre (T.T.) também foi definido como uma versão em escala do tempo de coordenada geocêntrico (T.C.G.), com escala tal que, no geóide definido, a taxa unitária é igual ao segundo do sistema internacional (S.I.), embora em termos de tempo de coordenada geocêntrico (T.C.G.) o segundo do sistema internacional (S.I.) do tempo terrestre (T.T.) [en] seja um muito pouco mais lento (desta vez em 1 parte em 1/LG = 1 parte em 1010/6,969290134).